# نمی‌تونی دختری رو به خاطر تلاشش سرزنش کنی
نمی‌تونی دختری رو به خاطر تلاشش سرزنش کنی (انگلیسی: Can't Blame a Girl for Trying) نخستین آلبوم چندآهنگه (ئی‌پی) از خواننده آمریکایی، سابرینا کارپنتر است که در ۸ آوریل ۲۰۱۴ توسط هالیوود رکوردز منتشر شد. بعداً در آی‌تیونز با آلبوم استودیویی ۲۰۱۵ او جایگزین شد که تمام چهار قطعهٔ این آلبوم چندآهنگه را شامل می‌شد. این آلبوم چندآهنگه توسط برایان مالوف، جیم مک‌گورمن، راب والیر، مت اسکوایر، استیو تیپیکونیک، اسکات هریس، جان گوردون و جولی فراست تولید شده است.
از نظر موسیقایی، این آلبوم ترکیبی از سبک فولک و پاپ است. تولید آن شامل گیتار، پیانو، درام و کیبورد است. به‌طور کلی، این آلبوم دربارهٔ عشق و مشکلات دوران نوجوانی صحبت می‌کند.
نمی‌تونی دختری رو به خاطر تلاشش سرزنش کنی دو تک‌آهنگ داشت: «نمی‌تونی دختری رو به خاطر تلاشش سرزنش کنی» که در ۱۴ مارس ۲۰۱۴ منتشر شد و «وسط شروع دوباره» که در ۱۹ اوت ۲۰۱۴ منتشر گردید.